# Green Star (wytwórnia płytowa)
Green Star Music – przedsiębiorstwo fonograficzne z siedzibą w Białymstoku, wydające muzykę disco polo.

## Działalność przedsiębiorstwa
Wytwórnia Green Star Music zajmuje się, oprócz działalności wydawniczej, oprawą, organizacją oraz obsługą wszelkiego rodzaju imprez, takich jak m.in.: koncerty czołowych artystów zagranicznej oraz polskiej estrady np. Modern Talking, Boney M, Bad Boys Blue, Global Deejays, Danzel, Maloy, Velvet, September, Stachursky, Patrycja Markowska, Doda, Kombii, Łzy, Kasia Wilk, Mezo; festiwale m.in. organizator corocznego Festiwalu Muzyki Tanecznej w Ostródzie, a także organizuje na zlecenie podmiotów zewnętrznych imprezy integracyjne, konferencje, uroczystości w firmach, imprezy otwarcia firm/przedsiębiorstw, imprezy promocyjne, szkoleniowe, pracownicze, festyny i pikniki, spektakle teatralne i kabaretowe; audycje muzyczne dla dzieci i młodzieży oraz imprezy dla dzieci.

## Profil wydawnictwa
Oprócz działalności wydawniczej wytwórnia promowała również artystów związanych z muzyką disco polo i polską muzyką dance, poprzez program Disco Polo Live, który od lutego 1996 do sierpnia 2002 był emitowany na antenie telewizji Polsat, na początku 2009 roku na antenie telewizji Edusat, od marca 2009 do maja 2011 na antenie telewizji iTV, a od maja 2011 roku jest emitowany na antenie Polo TV w każdą sobotę o godzinie 19.00.
Obecnie (stan na wiosnę 2008) działalność wydawnictwa zamarła, gdyż większość wykonawców związanych z nią kontraktem nie chce wydawać w niej swoich płyt lub pozostaje w konflikcie prawnym z jej właścicielem. Najgłośniejszy z nich dotyczy Marcina Siegieńczuka z zespołu Toples. Do marginalizacji tej firmy przyczynia się również powstawanie konkurencyjnych wytwórni disco polo, np. Folk, Hit’n’Hot Music, Sun Music czy Ryszard Music. Znana jest też sytuacja, gdy wytwórnia miała wynająć prawników mających ścigać użytkowników portalu Chomikuj.pl, z którego pobierali płyty zespołów związanych z Green Star.

## ZespołyDisco Poloktóre należą do Green Star[9]

### Obecne
- Akcent
- As
- Bajorek
- Bartosz Abramski
- Baw się dobrze
- Boys
- Casanova
- Claudi
- Etna
- Extazy
- Imperium
- Jorrgus
- Kaspi
- Kings of Disco
- Klimat
- Korona
- Kroppa
- Lavers
- Lider
- Maciej Smoliński
- Magda Jump
- Mała Czarna
- Maxel
- Maxx Dance
- Milano
- Naspawani
- Never
- News
- Nexx Dance
- Nicki Queen
- Rekord Live
- Rezonans
- Shot
- Sonar
- Szula
- Top Girls
- Verdis
- Vice Versa
- Vivat
- Zorka

### Dawne i nieistniejące
A także dawne i nieistniejące m.in:

- 4Ever
- Acapulco
- Active Boys
- Adam (Adam Chrola, Adam Band)
- Adria
- Aga
- Alan
- Alfa Team
- Americanos
- Bayer Full
- Basta
- Best
- BFC
- Brox
- Buenos Ares
- Carmen
- Casandra
- Classic
- Compact
- Darek Nowicki (wokalista grupy Carmen, wydał solowy album)
- Delta
- Dennis
- Diadem
- Diana
- Direx
- Domino
- Dr Jasnowidz
- Easy Land
- Elis
- Exaited
- Exel/Exell
- Factor
- Fantastic Boys
- Flash
- Flash (Edyta Kamińska)
- Focus
- Fortex
- Foster
- Freestyle
- Gitara
- Grafit
- Green Star Family
- Hans (wł. Sławomir Mazur)
- Heaven
- Hramada
- Impuls
- IQ
- Itex
- Janusz Laskowski
- Jobery
- Jump
- Junior
- K. Martin
- Kolor
- Kometa
- Kramer
- La Banda
- La Tija
- Laguna
- Laluna
- Lamiko
- Leon H.
- Limit
- Limits
- Live
- Łukash
- Magnum
- Makler
- Malibu
- Marcus
- Martin
- Master
- Mateo
- Maxim
- Maxis
- Medejs
- Medium
- Meffis
- Megam
- Mega Dance
- Mejk
- MIG
- Millennium
- Mirage
- Mister Night
- Mixy przebojów disco polo
- Mode-X
- Mr Lova
- Nazir
- Nicole
- Night
- Nova Roma
- Okej/Okey
- Papa Dee
- Paradise
- Players
- Play&Mix
- Proxy
- Prymaki
- Pryzmat
- Quest
- Rajmund
- Redox
- Redstar
- Respect
- Romantic
- Scandal
- Select
- Servis
- Seven
- Seweryn
- Singer
- Skalar US
- Skaner
- Sonet
- Speed
- Spike
- Spontan
- Start
- Summer
- Summer Night
- Szpilki
- Tadeusz Drozda
- Tajfun
- Terne Roma
- The Best
- Thomas
- Tia Maria
- Time
- Titanic
- Toples
- Torino
- Uniden
- Variete
- Vexel
- Versus
- Viper
- Weekend
- X-Lemon
- X-Trans
- XXL
- Yaroo
- Zielone Ludki
- i wielu innych wykonawców.

## Katalog (niekompletny)
Od samego początku firma wydaje albumy na płytach kompaktowych. Do połowy 2005 roku albumy wydane były również na kasetach magnetofonowych, stąd też liczba w numerze katalogowym była jednakowa dla każdego albumu (zarówno na płycie CD, jak i kasecie MC). Po 2005 (do 2009 roku) na kasetach magnetofonowych były wydawane tylko nieliczne albumy, głównie Boys i różne składanki. Produkowano kasety w 3 filiach m.in. w Warszawie na ul. Łomiańskiej (bezbarwne/czarne), Białymstoku na ul. Chełmońskiego (ciemnozielone/bezbarwne) i Zawadach 73A (jasnozielone/ciemnozielone/bezbarwne). Po 1997 roku płyty i kasety (do 2009 roku) są wydawane tylko w Zawadach. Pierwszym albumem wydanym przez Green Star był album zespołu Boys – Miłość jak wiatr. W 2017 roku została wydana przez Green Star pierwsza i jedyna obecnie płyta gramofonowa. Na płycie został wytłoczony album zespołu Akcent – Przekorny los z 2016 roku.
Prezentowany katalog przedstawia nagrania na płytach kompaktowych, z nielicznymi wyjątkami. Aby uzyskać kod katalogowy kasety magnetofonowej, należy z kodu usunąć litery „CD”. Niektóre albumy miały inne liczby kodowe na płycie i kasecie a starsze kasety mają ten sam kod katalogowy co późniejsze, nowsze kasety lub płyty.

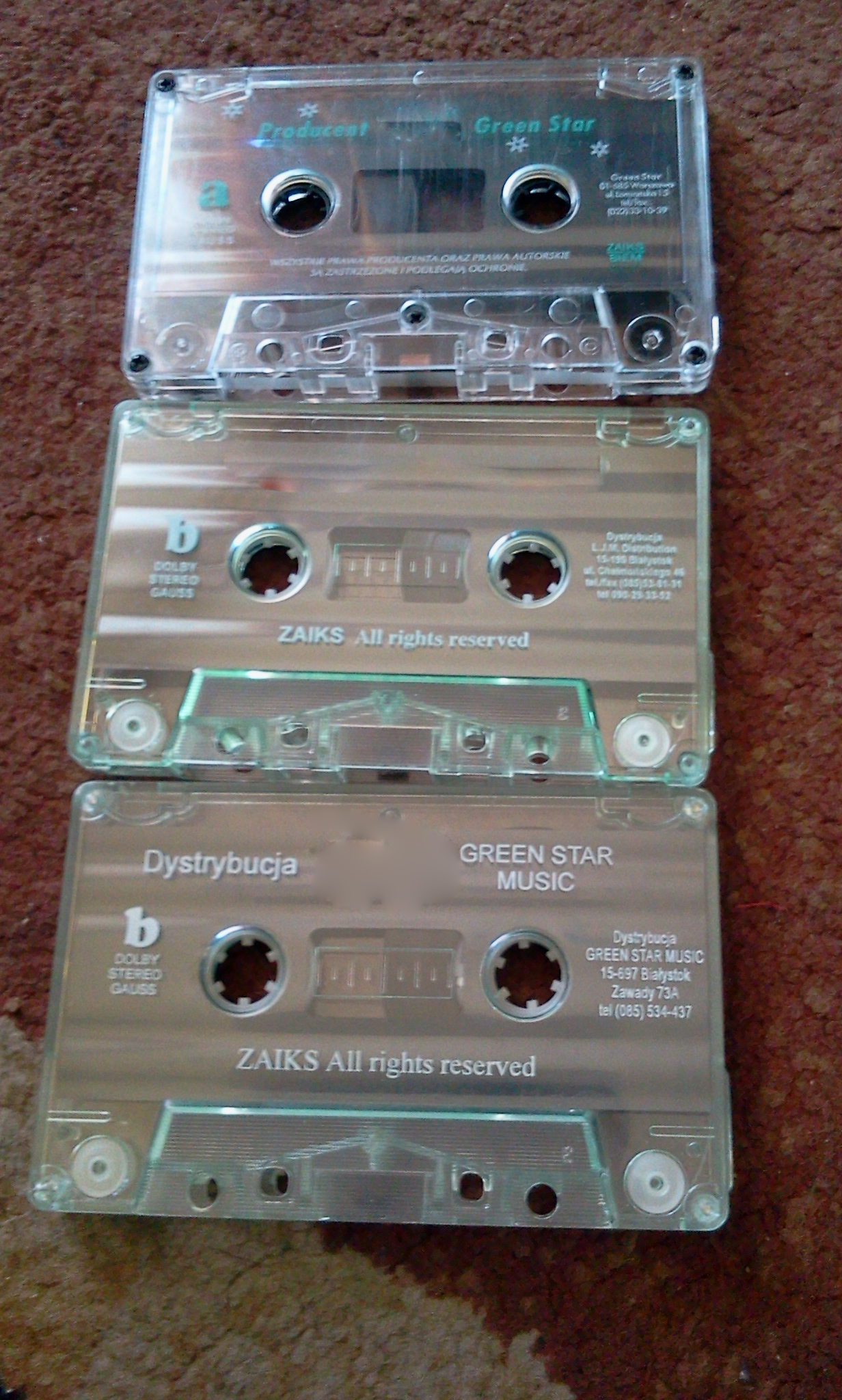
3 rodzaje kaset produkowanych przez GS. Od góry Warszawa, Białystok i Zawady

- GS 001 / BS 001 – Boys Miłość jak wiatr 1994 (kaseta)
- GS 002 / BS 002 – Skaner Gorące uczucia 1994 (kaseta)
- GS 003 / BS 003 – Casanova Pocałuj mnie 1994 (kaseta)
- GS 004 / BS 004 – Kometa Noc złamanych serc 1994 (kaseta)
- GS 005 / BS 005 – Maxim Daj mi 1994 (kaseta)
- GS 006 – Milano Nie odchodź 1994 (kaseta)
- GS 007 – Kolor Kolędy z Disco Polo 1994 (kaseta)
- GS 008 – Skaner Kolędy z Disco Polo 1994 (kaseta)
- GS 009 – Akcent Kolędy z Disco Polo 1994 (kaseta Warszawa)
- GS 009 – Prywatka z disco polo vol. 1 1994 (kaseta Białystok, katalog CD: SON 88)
- GS 010 – Imperium Żółte tulipany 1994 (kaseta)
- GS 011 – Przeboje disco polo 1994 (kaseta)
- GS 012 – Daniela i jej kangury Dzigi, dzigi 1994 (kaseta)
- GS 013 – Kolor Biesiada 1 1995 (kaseta)
- GS 014 – Malibu Nie płacz dziewczyno 1995 (kaseta)
- GS 015 – Sonet Białe szaleństwo 1995 (kaseta)
- GS 016 – Ballady z Disco Polo część 1 1995 (kaseta, katalog CD: 005 GSc)
- GS 017 – BFC „Tajemnicze marzenia” 1995 (kaseta)
- GS 018 – Tajfun „Graj gitaro” 1995 (kaseta)
- GS 019 – Paradise Magda 1995 (kaseta)
- GS 020 – Przeboje disco polo vol.2 1994 (kaseta)
- GS 021 – Kolor Biesiada 2 1995 (kaseta)
- GS 022 – Akcent Czar miłości 1995 (kaseta)
- GS 023 – Select Niebieskie oczy 1996 (kaseta)
- GS 024 – Mirage Andżelina 1996 (kaseta)
- GS 025 – Karino Śpiewaj, śpiewaj! 1996 (kaseta)
- GS 026 – As Jeduć haradskija 1995 (kaseta z utworami w języku białoruskim)
- GS 027 – Boys Bawmy się! 1995 (kaseta, katalog CD: 012 GSc)
- GS 028 – Korona Ocean snów 1995 (kaseta)
- GS 029 – Brawo Brawo 1995 (kaseta)
- GS 030 – Przeboje disco polo vol.3 1995 (kaseta)
- GS 031 – Akcent Życie to są chwile 1995 (kaseta)
- GS 032 – Casanova Augustowskie noce 1995 (kaseta)
- GS 033 – Kometa Jedna na tysiąc 1995 (kaseta, reedycja albumu 2014 z inną listą piosenek i nowymi aranżacjami GSCD 353)
- GS 033 – Milano Słoneczny Mix 1995 (kaseta, katalog CD: 009 GSc)
- GS 034 – Maxel Maxel 1995 (kaseta Warszawa, katalog CD reedycja 1996: GSCD 004)
- GS 035 – Prywatka z Disco Polo vol. 2 1995 (kaseta, katalog CD: 008 GSc)
- GS 036 – Kolor Popatrz, lato! 1995 (reedycja kasety w 1997 z tym samym numerem katalogu Białystok)
- GS 037 – Martin Martin 1995 (kaseta)
- GS 038 – Przeboje disco polo vol. 4 1995 (kaseta)
- GS 039 – Kolor Niech żyje życie 1995 (kaseta)
- GS 040 – Hity Disco Polo Vol. 1 1995 (kaseta)
- GS 041 – Kometa Biesiada 1995 (kaseta)
- GS 042 – Milano Słoneczny Mix 1995 (kaseta)
- GS 044 – Casanova Weselno-biesiadna 1995 (kaseta)
- GS 045 – Lotus Lotus 1995 (kaseta Białystok)
- GS 045 – Malibu Biesiada 1995 (kaseta Warszawa)
- GS 046 – Przeboje disco polo vol. 5 1995 (kaseta)
- GS 047 – Hity Disco Polo Vol. 2 1995 (kaseta)
- GS 048 – Lotus Lotus 1995 (kaseta Warszawa)
- GS 050 – Las Vegas Las Vegas 1995 (kaseta)
- GS 051 – System „System” 1995 (kaseta Warszawa)
- GS 051 – Top Dance Top Dance 1996 (kaseta Białystok)
- GS 052 – Boys Największe przeboje non stop 1995 (kaseta, katalog CD: 011 GSc)
- GS 052 – Top Dance Top Dance 1995 (kaseta Warszawa)
- GS 053 – Classic Jolka, Jolka 1995 (kaseta, katalog CD reedycja 1996: GSCD 002)
- GS 054 – Kolor Kolorowy Mix 1995 (kaseta)
- GS 054 – Mega Dance Mega Dance 1995 (kaseta Warszawa)
- GS 055 – Ballady z Disco Polo część 2 1995 (kaseta)
- GS 055 – Najpiękniejsze kolędy 1995 (kaseta Warszawa)
- GS 061 – Prywatka z Disco Polo vol. 3 1995 (kaseta)
- JM 001 – Hity Disco Polo Vol. 4 1996 (kaseta)
- JM 002 – Nowe przeboje disco polo vol. 7 1996 (kaseta)
- JM 004 – Maxim Mewy 1996 (kaseta)
- JM 005 – Sonet Wesoła muzyka 1996 (kaseta)
- JM 006 – Maxel Maxel 1996 (kaseta Białystok, katalog CD reedycja 1996: GSCD 004)
- JM 007 – Leon H. Magiczne zdjęcie Leona H. 1996 (kaseta)
- JM 008 – Disco Polo Live Vol. 1 1996 (kaseta)
- JM 009 – Ballady Vol.1 1996 (kaseta)
- JM 010 – Tadeusz Drozda Kraj największych jaj 1996 (kaseta)
- JM 011 – Aga Wakacyjna przygoda 1996 (kaseta)
- JM 012 – Seweryn Czar wspomnień 1996 (kaseta)
- JM 013 – Cygańskie hity vol. 1 1996 (kaseta) / Nowe przeboje disco polo vol. 8 1996 (kaseta)
- JM 014 – Hity Disco Polo Vol. 5 1996 (kaseta)
- JM 015 – Adria Tylko miłość 1996 (kaseta)
- JM 015 – Akcent Oczarowałaś mnie 1996 (kaseta, katalog CD: CD JM 002)
- JM 016 – Akcent The Best Of Akcent 1996 (kaseta)
- JM 016 – Najlepsze z najlepszych vol. 2 1996 (kaseta)
- JM 018 – „Superhits” 1996 (kaseta)
- JM 019 – Akcent Kolędy 1996 (kaseta) / Złote przeboje Disco Polo Vol. 1 1996 (kaseta)
- JM 020 – Kolor The Best Of Kolor 1997 (kaseta)
- JM 025 – Disco Mix 1997 (kaseta)
- JM 026 – Złote przeboje Disco Polo vol. 2 1997 (kaseta)
- JM 027 – Prymaki Zorka jasnaja 1995 (kaseta z utworami w języku białoruskim)
- JM 028 – Nowe przeboje disco polo vol. 9 1997 (kaseta)
- JM 031 – Pryzmat Jesteś snem 1997 (kaseta)
- KM 001 – Akcent Mix 1996 (kaseta)
- GSB 001 – Skaner Nadzieja 1996 (kaseta, katalog CD: CD GSB 001)
- GSB 002 – Nowe przeboje disco polo vol. 6 1996 (kaseta, katalog CD: CD GSB 002)
- GSB 003 – Akcent Mix-Przeboje 1996 (kaseta, katalog CD: CD GSB 003)
- GSB 004 – Kolor Biesiada z disco polo vol. 3 1996 (kaseta)
- GSB 005 – Elis Daj mi serce 1996 (kaseta)
- GSB 006 – Paradise Tańcz mała tańcz 1996 (kaseta)
- GSB 007 – Hity Disco Polo Vol. 3 1996 (kaseta)
- GSB 008 – Kometa Jedyna 1996 (kaseta)
- GSB 009 – Akcent Akcent Dance 1996 (kaseta)
- GSB 010 – Józek Banasiak przedstawia 1996 (kaseta)
- GSB 011 – Zielone Nutki Bawmy się razem wesoło 1996 (kaseta)
- GSB 014 – Domino Filmowa miłość 1996 (kaseta, katalog CD: GSCD 001)
- Przeboje szczęśliwej dziewiątki Vol.1 1998 (kaseta i płyta nie ma kodu katalogowego)
- Przeboje szczęśliwej dziewiątki Vol.2 1998 (kaseta i płyta nie ma kodu katalogowego)
- SON 88 – Prywatka z disco polo vol. 1 1994 (płyta, wersja kasetowa GS 009)
- 001 GSc – Disco Polo News vol. 1 1994 – pierwsza płyta wydana przez Green Star
- 002 GSc – Disco Polo News vol. 2 1994 (płyta)
- 003 GSc – Disco Polo News vol. 3 1994 (płyta)
- 004 GSc – Kolor Biesiada z disco polo vol. 1 1994 (płyta)
- 005 GSc – Ballady z Disco Polo część 1 1995 (płyta, wersja kasetowa GS 016)
- 007 GSc – Disco Polo News vol. 4 1994 (płyta)
- 008 GSc – Prywatka z Disco Polo vol. 2 1995 (płyta, wersja kasetowa GS 035)
- 009 GSc – Milano Słoneczny Mix 1995 (płyta, wersja kasetowa GS 033)
- 010 GSc – Disco Polo News vol. 5 1995 (płyta)
- 011 GSc – Boys Najlepsze przeboje non-stop 1995 (płyta, wersja kasetowa GS 025)
- 012 GSc – Boys Bawmy się 1995 (wersja kasetowa GS 027)
- 014 GSc – Przeboje disco polo vol. 1 1995 (płyta)
- 015 GSc – Przeboje disco polo vol. 2 1995 (płyta)
- CD GSB 001 – Skaner Nadzieja 1996
- CD GSB 002 – Nowe przeboje disco polo vol. 6 1996
- CD GSB 003 – Akcent Mix-Przeboje 1996
- CD GSB 004 – Nowe przeboje disco polo vol. 2 1996
- CD GSB 007 – Kolor The best of 1996
- CD GSB 008 – Kometa The best of Kometa 1996
- CD GSB 009 – Sonet Wesoła muzyka 1996
- CD JM 001 – Maxim The best of Maxim 1996
- CD JM 002 – Akcent Oczarowałaś mnie 1996 (wersja kasetowa: JM 015)
- CD JM 003 – Super Mix vol. 1 1996
- CD JM 004 – Super Mix vol. 2 1996
- GSCD 001 – Domino Filmowa miłość 1996 (inna wersja kasetowa: GSB 014)
- GSCD 002 – Classic Jolka, Jolka 1996 (wersja kasetowa 1995: GS 053)
- GSCD 003 – Boys Łobuz i drań 1996
- GSCD 004 – Maxel Maxel 1995 (wersja kasetowa Warszawa: GS 034)
- GSCD 004 – The Best of Disco Polo Live 1996 (dwie płyty)
- GSCD 005 – Green Star Hits vol. 1 1996
- GSCD 006 – Disco Polo Love 1996
- GSCD 007 – Hity Lato '96 vol. 1 1996
- GSCD 008 – Casanova Kochaj do rana 1996
- GSCD 009 – Hity vol. 2 1996
- GSCD 010 – Lider Suknie kolorowe 1996
- GSCD 011 – Imperium Bądź ze mną 1996
- GSCD 012 – Brox Tylko Ty 1996
- GSCD 013 – Hity Lato '96 vol. 2 1996
- GSCD 014 – Milano Największe przeboje 1993-96 1996
- GSCD 015 – Romantic – Srebrzysty księżyc 1996
- GSCD 016 – Tia Maria – Słoneczne reggae 1996
- GSCD 017 – Disco Polo Dance Mix vol. 2 1996
- GSCD 017 – As – Szkoda łez 1996
- GSCD 018 – Green Star Hits vol. 3 1996
- GSCD 019 – Disco Polo Dance Mix vol.2
- GSCD 021 – Kolor – Biesiada z disco polo vol. 2 1996
- GSCD 021 – Maxel – Uśmiechnij się 1996
- GSCD 022 – Green Star – Świąteczne życzenia 1996
- GSCD 023 – Buenos Ares – Buenos Ares 1996
- GSCD 023 – Select Niebieskie oczy 1995
- GSCD 024 – Variete – Miłość z talii kart 1996
- GSCD 025 – Delta – Bambo raj 1996
- GSCD 026 – Korona – Czas na miłość 1996
- GSCD 027 – Skaner – Pociąg do gwiazd 1997
- GSCD 028 – Korona Ocean snów 1995
- GSCD 028 – Boys, Classic & Leon H. – Parura 1997
- GSCD 029 – Karnawałowe Przeboje 1997
- GSCD 030 – Green Star Hits vol. 4 1997
- GSCD 031 – Milano – Zawołaj mnie 1997
- GSCD 032 – As – Worożka 1996 (kaseta z utworami w języku białoruskim)
- GSCD 033 – Nova Roma – Nova Roma 1997
- GSCD 034 – Absolute Dance Trax vol. 1 1997
- GSCD 035 – Party Show – Włocławek vol. 1 1997
- GSCD 036 – Party Show – Włocławek vol. 2 1997
- GS 036 – Kolor Popatrz, lato! 1997 (reedycja – tylko na kasecie)
- GSCD 037 – Green Star Hits vol. 5' 1997
- GSCD 038 – Classic – Warto żyć 1997
- GSCD 039 – Carmen – Ostatnie tango w Paryżu 1997
- GSCD 040 – BFC – W świecie zdarzeń 1997
- GSCD 041 – Akcent – Gold 1997
- GSCD 042 – Boys O.K. 1997
- GSCD 043 – Przeboje na lato 1997
- GSCD 044 – Kolor – Złota plaża 1997
- GSCD 045 – Przeboje Drugiego Ogólnopolskiego Festiwalu Disco Polo i Dance 1997
- GSCD 046 – Green Star Hits vol. 6 1997
- GSCD 047 – Pomóżmy Im – Green Star dla powodzian 1997
- GSCD 048 – Disco Polo Dance Mix vol. 3 1997
- GSCD 049 – Viper – Grzeszna miłość 1997
- GSCD 050 – Classic Składanka (The Best of Classic) 1997
- GSCD 051 – Dennis – Marzenia 1997
- GSCD 052 – Imperium – Chmielu chmielu 1997
- GSCD 053 – As – Na Miami 1997
- GSCD 054 – Boys – Kolędy ale jakie?! 1997
- GSCD 055 – Najpiękniejsze kolędy 1997
- GSCD 056 – Carnival Beat 1997
- GSCD 057 – Casanova – Tylko pokochaj 1997
- GSCD 058 – Play & Mix – Czarodzieje 1998
- GSCD 059 – Duety Green Star 1998
- GSCD 060 – Buenos Ares – The New Power of Buenos Ares 1998
- GSCD 061 – Green Star Hits vol. 7 1998
- GSCD 062 – Hramada – Baraboli 1998 (kaseta z utworami w języku białoruskim)
- GSCD 063 – Janusz Laskowski – Największe przeboje 1998
- GSCD 064 – Exel – Nasze niebo 1998
- GSCD 065 – Disco Polo Live vol. 1 1998
- GSCD 066 – Hans – Wielkie jaja 1998
- GSCD 067 – As – Dla Was 1998 (kaseta z utworami w języku białoruskim)
- GSCD 068 – Kramer – Ja nie wyglądam na Jamesa B. 1998
- GSCD 069 – Vivat – Kiedy czuję 1998
- GSCD 070 – Tia Maria – Na zawsze młodzi 1998
- GSCD 071 – Same letnie przeboje vol.1 1998
- GSCD 072 – Boys – Best Boys 1 1998
- GSCD 073 – Boys – Best Boys 2 1998
- GSCD 074 – Carmen – Jak się masz, kochanie? 1998
- GSCD 075 – Akcent – Wyznanie 1998
- GSCD 076 – Skaner – Lato w Kołobrzegu 1998
- GSCD 078 – Acapulco – Wiara i miłość 1998
- GSCD 079 – Same letnie przeboje vol. 2 1998
- GSCD 080 – To Nie My – To Nie My 1998
- GSCD 081 – Kolor – Deszczowe lato 1998
- GSCD 082 – Kolor – Biesiada po polsku 1998
- GSCD 083 – Disco Polo Live vol. 2 1998
- GSCD 084 – Słoneczny Mix 1998
- GSCD 085 – Boys – Tak czy nie? 1998
- GSCD 086 – Skalar – Powiedz mi 1998
- GSCD 087 – Marcus Za wolność 1998
- GSCD 088 – Martin Serca dwa 1998
- GSCD 089 – Casanova Odkurzone przeboje chodnikowe 1998
- GSCD 091 – Disco Polo Live vol. 3 1998
- GSCD 092 – Jerzy Sienkiewicz – Wesele ale jakie 1998
- GSCD 093 – Maxel Nie jesteś sam 1998
- GSCD 094 – Milano – To niemożliwe 1999
- GSCD 095 – Boom Hit vol. 1 1999
- GSCD 096 – Przeboje na Walentynki 1999
- GSCD 097 – Master – Zauroczyłaś mnie 1999
- GSCD 097 – Dennis – Ty, po prostu Ty 1999
- GSCD 098 – Green Star Hits 2000 vol. 1 1999
- GSCD 099 – Green Star Hits 2000 vol. 2 1999
- GSCD 100 – Classic – To dla was 1999
- GSCD 101 – Mirage – Ta dziewczyna i ja 1999
- GSCD 101 – DP ’99 Live vol.1 1999
- GSCD 102 – Papa Dee Fototronic 1999
- GSCD 102 – Tia Maria – Prawdziwi przyjaciele 1999
- GSCD 103 – Boys – Boys Mix 1999
- GSCD 104 – Mister Lova – Świat i my 1999
- GSCD 105 – Skaner – The Best of Skaner 1999
- GSCD 106 – Viper – Daj mi słońce 1999
- GSCD 107 – Makler – Poker 1999
- GSCD 108 – Letnia Inwazja Hitów 1999
- GSCD 109 – Dr. Jasnowidz – Recepta 1999
- GSCD 110 – Capri – My zahrajem, zaspiewajem 1999 (kaseta z utworami w języku białoruskim)
- GSCD 111 – Summer Party Mix 1999
- GSCD 112 – Domino – Dzika plaża 1999
- GSCD 113 – Plażowe przeboje 1999
- GSCD 114 – Carmen – Złote przeboje 35-lecia 1999
- GSCD 115 – Lider – Zaczarowany świat 1999
- GSCD 116 – Lamiko – Skradzione sny 1999
- GSCD 117 – Boys – Zadowoleni?! 1999
- GSCD 118 – Boom Hits Attack 1999
- GSCD 119 – 100% przebojów vol. 1 1999
- GSCD 120 – 100% przebojów vol. 2 1999
- GSCD 121 – 100% przebojów vol. 3 1999
- GSCD 122 – 100% przebojów vol. 4 1999
- GSCD 123 – 100% przebojów vol. 5 1999
- GSCD 123 – Carmen – Każdy ma swego Titanica 1999
- GSCD 124 – Colorado – Seniorita 1999
- GSCD 125 – Akcent – Wspomnienie 1999
- GSCD 126 – Tia Maria – Świat, który kocham 1999
- GSCD 127 – Hans – Sensacje, wariacje 1999
- GSCD 128 – Marcin Miller – Zakochany facet 1999
- GSCD 129 – Skaner – The Best of Skaner cz. 2 1999
- GSCD 130 – Kolor – Jadą wozy kolorowe 2000
- GSCD 131 – Martin – Wszystko dla Was 2000
- GSCD 132 – Dr. Jasnowidz – Ostry dyżur 2000
- GSCD 133 – Focus – Coś nowego 2000
- GSCD 134 – Quest – Czemu tak 2000
- GSCD 135 – Carnaval Hit's 2000 2000
- GSCD 136 – Przeboje z amorkiem 2000
- GSCD 138 – Super Mixer vol. 1 2000
- GSCD 139 – Heaven – Baw się razem z nami 2000
- GSCD 140 – Classic – Millenium Mix 2000
- GSCD 141 – Toples – Kochaś 2000
- GSCD 142 – Nicole – Lala malowana 2000
- GSCD 143 – Titanic – Odeszłaś 2000
- GSCD 144 – Casanova – Dudka biełaruskaja 2000
- GSCD 145 – Meffis – Dotyk jak narkotyk 2000
- GSCD 146 – Tia Maria – Prawdziwi przyjaciele część 2 2000
- GSCD 147 – Gorące Hity 2000
- GSCD 148 – Vivat – Jak anioł 2000
- GSCD 149 – Millenium – Kosmiczny szok 2000
- GSCD 150 – K. Martin – Aleja moich snów 2000 2000
- GSCD 151 – Laluna – Tak bardzo Ciebie pragnę 2000
- GSCD 152 – Diana – Pójdę za Tobą 2000
- GSCD 153 – Letnia fala hitów 2000
- GSCD 154 – Maxel – Zaufaj mi 2000
- GSCD 155 – Viper – Impreza 2000
- GSCD 156 – The Best – Ty i ja 2000
- GSCD 157 – Alan – Sexy dziewczyna 2000
- GSCD 158 – BFC – Zagubiony 2000
- GSCD 159 – Buenos Ares – Party 2000
- GSCD 160 – Junior – Zakręcone lato 2000
- GSCD 161 – Kramer – Jak ze snu 2000
- GSCD 162 – Mega Dance – Dlaczego tak 2000
- GSCD 163 – Casanova – Gorące usta 2000
- GSCD 164 – Maximum hitów vol. 1 2000
- GSCD 165 – Kolędy i pastorałki 2000
- GSCD 166 – Najlepsze z najlepszych vol. 1 2000
- GSCD 167 – Najlepsze z najlepszych vol. 2 2000
- GSCD 168 – Najlepsze z najlepszych vol. 3 2000
- GSCD 169 – Najlepsze z najlepszych vol. 4 2000
- GSCD 170 – Najlepsze z najlepszych vol. 5 2000
- GSCD 171 – Najlepsze z najlepszych vol. 6 2000
- GSCD 172 – Diana – Kolędy 2000
- GSCD 173 – Maximum hitów vol. 2 2000
- GSCD 174 – Milano – The Best 2000 2000
- GSCD 175 – XXL – Laluna 2000
- GSCD 177 – Kocham Cię vol. 1 2000
- GSCD 178 – Kocham Cię vol. 2 2000
- GSCD 179 – Maximum Hitów 2000
- GSCD 180 – Boys – Extra! 2000
- GSCD 181 – Focus – Transformacja 2001
- GSCD 182 – Toples – Kobiety rządzą nami 2001
- GSCD 183 – Casanova – Białoruskie hity No. 1 2001
- GSCD 184 – Dr. Jasnowidz – Bez znieczulenia 2001
- GSCD 185 – Maximum Hitów vol.2 2001
- GSCD 186 – Alan – Uwierzmy w siebie 2001
- GSCD 187 – Servis – Wakacje, lato, my 2001
- GSCD 189 – Upalne granie 2001
- GSCD 190 – Akcent – Moja gwiazda 2001
- GSCD 191 – Okey – A ja mam swą gitarę 2001
- GSCD 192 – Easy Land – Serca dwa 2001
- GSCD 193 – Singer – Całowanie 2001
- GSCD 194 – Toples – Ale szopka 2001
- GSCD 195 – Time – Bez słów i łez 2001
- GSCD 196 – Metrum – Tri kozaki 2001 (kaseta z utworami w języku ukraińskim)
- GSCD 197 – Lider – Wiosaczka 2001 (kaseta z utworami w języku białoruskim)
- GSCD 200 – Vexel – Wierzysz, wierzysz 2001
- GSCD 202 – Terne Roma – Buteleczka wina 2001
- GSCD 203 – X-Trans – Moja wina 2001
- GSCD 204 – Mejk – Dzieciom
- GSCD 205 – Łukash – Takie są kobiety 2001
- GSCD 206 – Diana – Kasztany 2001
- GSCD 207 – Nazir – Hiszpanka tańczy 2001
- GSCD 208 – Mała Orkiestra Świata – Czekanie 2001
- GSCD 209 – Boom Hit vol. 2 2001
- GSCD 210 – Acapulco – Cały mój świat 2001
- GSCD 211 – Grafit – Tam gdzie Ty 2002
- GSCD 212 – Siedem Gwiazd Green Star'a 2002
- GSCD 213 – Toples – Nie mydło, nie granat 2002
- GSCD 214 – Kolor – Kolorowa biesiada 2002
- GSCD 215 – Live – Powiedz, jak... 2002
- GSCD 216 – Laguna – Letni sen 2002
- GSCD 217 – Flash – Tunel miłości 2002
- GSCD 218 – Speed – Zawsze razem 2002
- GSCD 219 – Impuls – Explozja 2002
- GSCD 220 – Akcent – Platynowe przeboje 2002
- GSCD 221 – Viper – Pomóżcie światu 2002
- GSCD 222 – Boom Hit vol. 3 2002
- GSCD 223 – Classic – Bilet do nieba 2002
- GSCD 224 – Skalar – Ty nie kochasz 2002
- GSCD 225 – 4Ever – Miłość Cię zabiła 2002
- GSCD 226 – Quest – Droga, która mnie prowadzi 2002
- GSCD 227 – Mega Dance – Senne oczy 2002
- GSCD 228 – Boys – Biba 2002
- GSCD 229 – MIG – Czy to prawda 2002
- GSCD 230 – Weekend Playboy 2002
- GSCD 231 – Etna – Lawa 2002
- GSCD 232 – Boom Hit vol. 4 2002
- GSCD 233 – Lamiko – Piechotą do lata 2002
- GSCD 234 – Łukash – Odjazdowa muza 2002
- GSCD 235 – Mejk – Diabeł anioł 2002
- GSCD 236 – Factor – Nie bądź sam 2003
- GSCD 237 – Boys – Przebojowa kolekcja 2003
- GSCD 238 – Toples – Gdzie strona tam żona 2003
- GSCD 239 – Vexel – Stop stop 2003
- GSCD 240 – Boom Hit vol. 5 2003
- GSCD 241 – Boom Hit vol. 6 2003
- GSCD 242 – Impreza Romantycznie 2003
- GSCD 243 – Impreza Wspomnienia 2003
- GSCD 244 – Impreza Disco 2003
- GSCD 245 – Boys – Jumpreza 2003
- GSCD 246 – Focus – Absolutnie Ty 2004
- GSCD 247 – Łukash – Prolog 2004
- GSCD 248 – Weekend – Bawidamek 2004
- GSCD 249 – Spike – A Ty się śmiałaś 2004
- GSCD 250 – Toples – 1998 – 2003 2004
- GSCD 251 – Boom Hit vol. 7 2004
- GSCD 252 – Power Mix vol. 1 2004
- GSCD 253 – Power Mix vol. 2 2004
- GSCD 255 – Boom Hit vol. 8 2005
- GSCD 256 – VIP – Nocne gry 2005
- GSCD 257 – Mister Night – Hej kochanie 2005
- GSCD 258 – 4Ever – Najlepszy moment 2005
- GSCD 259 – Mega Dance – Puste słowa 2005
- GSCD 260 – Boom Hit vol. 9 2005
- GSCD 261 – Toples – Zostajemy do końca 2005
- GSCD 262 – Boom Hit vol. 10 2005
- GSCD 263 – Boys – Wieczni łowcy 2005
- GSCD 264 – Impuls – Białe anioły 2006
- GSCD 265 – 7 Przebojowych gwiazd Green Star'a 2006
- GSCD 266 – Boom Hit vol. 11 2006
- GSCD 267 – IQ – Zwariowałem 2007
- GSCD 268 – Boom Hit vol. 12 2007
- GSCD 269 – Versus – Kolorowy świat 2007
- GSCD 270 – Boom Hit vol. 13 2007
- GSCD 271 – Jump – Pragnienia 2007
- GSCD 272 – Metrum – Ukraina Hits 2007
- GSCD 273 – Boys – Na lajcie 2007
- GSCD 274 – Buenos Ares – Reaktywacja 2007
- GSCD 275 – Jorrgus – Do re mi 2008
- GSCD 276 – Disco Polo Live – Jesteś szalona 2008
- GSCD 277 – Disco Polo Live – Bara Bara 2008
- GSCD 278 – Disco Polo Live – Jolka Jolka 2008
- GSCD 279 – Disco Polo Live – Lato w Kołobrzegu 2008
- GSCD 280 – Disco Polo Live – Baby Baby 2008
- GSCD 281 – Disco Polo Live – Pszczółka Maja 2008
- GSCD 282 – Disco Polo Live – Lekcja miłości 2008
- GSCD 283 – Disco Polo Live – Szał ciał 2008
- GSCD 284 – Disco Polo Live – Straciłaś 2008
- GSCD 285 – Disco Polo Live – Słodka kotka 2008
- GSCD 286 – Diadem – The Best 2008
- GSCD 287 – Imperium – Jeszcze raz 2008
- GSCD 288 – Boys – Remix na lajcie 2008
- GSCD 289 – As – Pieśni naszych baćkou 2008
- GSCD 290 – Basta – I basta 2009
- GSCD 291 – Okej – Dzień za nocą... wielka miłość między nami 2009
- GSCD 292 – Vivat – Come back 2009
- GSCD 293 – Weekend – Deja vu 2009
- GSCD 294 – Maxel – Mocniej, mocniej 2009
- GSCD 295 – Megam – Wolności smak 2009
- GSCD 296 – Boom Hit vol. 14 2009
- GSCD 304 – Redox – Największe przeboje 2009
- GSCD 305 – Boys – Dicho 2009
- GSCD 306 – Foster – Wszystko czego chcesz 2009
- GSCD 307 – Skaner – Zagraj ze mną... 2009
- GSCD 308 – Compact – Siła w nas 2009
- GSCD 309 – Jorrgus – Po królewsku 2010
- GSCD 310 – Okej – Tyle sexu w sobie masz 2010
- GSCD 311 – Quest – Spectrum 2010
- GSCD 312 – Fortex – Podejdź do mnie 2010
- GSCD 313 – Diadem – Tanecznie 2010
- GSCD 314 – Rajmund – Jesteś taka piękna 2010
- GSCD 315 – Proxy – Szał muzyka 2010
- GSCD 316 – Redox – Letnia balanga 2010
- GSCD 317 – Dennis – Chcę więcej 2010
- GSCD 318 – Alan – Jestem dla Ciebie 2010
- GSCD 319 – Weekend – Tak jak czuję 2010
- GSCD 320 – Boys – XXX 2010
- GSCD 321 – Boom Hit vol. 15 2010
- GSCD 322 – Medium – Każda laska 2011
- GSCD 323 – Okej – Zakazany owoc najlepiej smakuje 2011
- GSCD 324 – Megam – Zasada przyciągania 2011
- GSCD 325 – Casandra – Diablica 2011
- GSCD 326 – Best – Tak to one 2011
- GSCD 327 – Zorka – Spoxik 2011
- GSCD 328 – Boys – Lody 2011
- GSCD 329 – Servis – Impreza 2011
- GSCD 330 – Junior – Poczuj ten rytm 2011
- GSCD 331 – Diadem – Fascynacje 2012
- GSCD 332 – Red Star – Nie mów nie 2012
- GSCD 333 – Nexx Dance – Jeszcze więcej 2012
- GSCD 334 – Toples – Sobą być 2012
- GSCD 335 – Summer Night – Słodka jak landrynka 2012
- GSCD 336 – Rajmund – Potępiony 2012
- GSCD 337 – Proxy – Baw się razem z nami 2012
- GSCD 338 – Americanos – Jak ptak 2012
- GSCD 339 – Bartosz Abramski – Tam nasze są sny 2012
- GSCD 340 – Edyta Kamińska – Druga miłość 2012
- GSCD 341 – Redox – Vivat moja wolność 2012
- GSCD 342 – Boys – Gity Hity 2012
- GSCD 343 – Maxis – Spontanicznie 2012
- GSCD 344 – Magnum – Podaruj miłość 2012
- GSCD 345 – Direx – Tysiące dróg 2013
- GSCD 346 – Milano – Jedyna 2013
- GSCD 347 – Mateo – Podnieście w górę ręce 2013
- GSCD 348 – Diadem – Nasz plan 2013
- GSCD 349 – Imperium – The Best Of Imperium i nie tylko 2013
- GSCD 350 – Rekord Live – Czar muzyki 2013
- GSCD 351 – Medium – Nasza gra 2013
- GSCD 352 – Exaited – Nie unikaj 2013 (singel)
- GSCD 353 – Kometa – Jedna na tysiąc 2014 (reedycja albumu z 1995 roku z inną listą piosenek i z nowymi aranżacjami)
- GSCD 354 – Marcus – Tobie podaruję 2014
- GSCD 355 – Uniden – Miłosne uniesienie 2014
- GSCD 356 – Never – Dwa odbicia serca 2014
- GSCD 357 – Akcent&Exaited – W sercu mi graj 2014 (singel)
- GSCD 358 – Vivat – No. 17 2014
- GSCD 359 – Martin – Czarnowłosa 2014
- GSCD 360 – Respect – Wiem czego chcę 2014
- GSCD 362 – Medejs – Smak wolności 2014
- GSCD 363 – News – Znowu jest naj 2014
- GSCD 365 – Extazy – Tylko moja dziewczyna 2014 (singel)
- GSCD 366 – Maxis – Życie jest piękne 2015
- GSCD 367 – Klimat – Niezawodny plan 2015
- GSCD 368 – Boys – Hit wszech czasów 2014
- GSCD 369 – Diadem – Nie udawaj świętej 2015
- GSCD 370 – Exaited – Tylko Ciebie 2015 (singel)
- GSCD 371 – Rekord Live – Pasja i radość 2015
- GSCD 372 – Jorrgus – Niebezpieczna 2015 (singel)
- GSCD 373 – Extazy – Nektar z banana” 2015 (singel)
- GSCD 374 – Never – Droga rozdartych serc 2015
- GSCD 375 – Rajmund – Czy Ty mnie kochasz 2015
- GSCD 376 – Boys – Dziewczyna z dzikiej plaży 2015 (singel)
- GSCD 377 – Fantastic Boys – Jesteś moją gwiazdą 2016
- GSCD 378 – Alan – Zapach Twój 2015 (singel)
- GSCD 379 – Summer Night – Zakochałem się 2015
- GSCD 380 – Rezonans – Oczy szmaragdowe 2015
- GSCD 381 – Active Boys – Aktywacja 2015
- GSCD 382 – Vivat – One 2016
- GSCD 383 – Extazy – Balujemy dziś w domu 2015 (singel)
- GSCD 384 – Sonar – Niepokorni 2016
- GSCD 385 – Direx – Piękna miłość 2016
- GSCD 386 – Mode-X – Na zawsze 2016
- GSCD 387 – Maxx Dance – I tak kocham Cię 2015 (singel)
- GSCD 388 – Redox – Zjawiskowa 2016
- GSCD 389 – Bartosz Abramski – Tylko dla mnie zatańcz 2016
- GSCD 390 – Milano – Baśka Barbara 2016 (singel)
- GSCD 391 – Exaited & Maciej Smoliński – Zakochaj się we mnie 2016 (singel)
- GSCD 392 – Extazy – Wyśniona 2016
- GSCD 393 – Jorrgus – Niebezpieczna 2016
- GSCD 394 – Top Girls – Dziś zatańcz z Nami 2016 (singel)
- GSCD 396 – Akcent – Przekorny los 2016
- GSCD 397 – Claudi – Lubię marzyć 2016 (singel)
- GSCD 398 – Yaroo – Disco ponad wszystko 2016
- GSCD 399 – Start – Mówię Tobie chodź 2016
- GSCD 400 – Extazy – Mój Aniele 2016 (singel)
- GSCD 401 – Płyta Roku vol.1
- GSCD 402 – Płyta Roku vol.2
- GSCD 403 – Extazy & Top Girls – Sexi bomba 2016 (singel)
- GSCD 404 – Maxx Dance – Bierz mnie 2017 (singel)
- GSCD 405 – Akcent – The Best of Zenon Martyniuk 2017
- GSCD 406 – Etna – Rolnikowa 2017
- GSCD 407 – Top Girls – Mleczko 2017 (singel)
- GSCD 408 – Never – Bezpieczna przystań II 2017
- GSCD 409 – Redox – Prawdziwa miłość 2017
- GSCD 410 – Płyta Roku 2017 Disco Polo
- GSCD 411 – Boys – The Best of Boys Ever 2017
- GSCD 412 – News – Będzie pompa 2017
- GSWI 413 – Akcent – Przekorny los 2017
- GSCD 414 – Extazy – Tylko Ona i Ja 2017 (singel)
- GSCD 415 – Boys – 25 Lat 2017
- GSCD 416 – Top Girls – Zakochana 2017 (singel)
- GSCD 417 – Milano – Serce to nie sługa, Lampa Alladyna 2017 (singel)
- GSCD 419 – Extazy – Chciałem być 2018
- GSCD 422 – Claudi – Eksmisja 2018 (singel)
- GSCD 423 – Sonar – Nie mogę Cię zapomnieć 2018 (singel)
- GSCD 424 – Top Girls – Zakochana 2018
- GSCD 425 – Ostróda – Super Hity Disco Polo (2CD) 2018
- GSCD 426 – Milano – Od Bara Bara do Baśka Barbara (2CD) 2018
- GSCD 428 – Maxx Dance – Doskonała 2019
- GSCD 429 – Akcent – Top Hits 2019
- GSCD 430 – Boys – Top Hits 2019
- GSCD 431 – Top Girls – Zakochana – Top Hits 2019
- GSCD 432 – Boys – Choćbyś tęsknił (singel) 2019
- GSCD 433 – Top Girls – Nie jestem taka (singel) 2019
- GSCD 434 – As – Zatańczmy jeszcze raz 2019
- GSCD 435 – Ostróda – Mega Hity Disco Polo (2CD) 2019
- GSCD 437 – Boys – The Best of Boys (2CD) 2019
- GSCD 438 – Extazy – Zabujany (singel) 2019
- GSCD 439 – Boys – The Best of Boys (Vinyl) 2019
- GSCD 440 – Akcent – Zenon Martyniuk (Vinyl) 2019
- GSCD 441 – BajorekD – Tylko dla ciebie (singel) 2020
- GSCD 443 – Ostróda – Mega Hity Disco Polo (online) (2CD) 2020
- GSCD 444 – Akcent – The Best of Akcent 2020
- GSCD 445 – Korona – Łyk szampana 2020
- GSCD 446 – Naspawani – Jabole 2020
- GSCD 448 – News – W głowie zawroty 2020
- GSCD 449 – Sylwestrowe przeboje 2020 (3CD) 2020
- GSCD 450 – 25 lat DPL vol. 1 2021
- GSCD 451 – 25 lat DPL vol. 2 2021
- GSCD 452 – 25 lat DPL vol. 3 2021
- GSCD 453 – 25 lat DPL vol. 4 2021
- GSCD 454 – 25 lat DPL vol. 5 2021
- GSCD 455 – Lider – Reaktywacja 2021